# Centaurea sinaica
Centaurea sinaica — вид рослин роду волошка (Centaurea), з родини айстрових (Asteraceae).

## Біоморфологічна характеристика
Однорічна рослина. Листки розсічені; краї зубчасті або пилчасті; прилистки відсутні. Квіточки рожеві, жовті. Період цвітіння: квітень, травень.

## Середовище проживання
Країни проживання: Єгипет, Ірак, Ізраїль, Йорданія, Кувейт, Саудівська Аравія, Сирія, Об'єднані Арабські Емірати, Ємен. Населяє пустелі.